# Mamadou Danso
Mamadou „Futty“ Danso (* 27. April 1983 in Serekunda) ist ein gambischer ehemaliger Fußballspieler, der in der Verteidigung eingesetzt wurde.

## Karriere

### College
Mamadou Danso spielte am North Carolina Wesleyan College und kam 2008 an die Southern Polytechnic State University, wo er zwei Jahre für die Collegemannschaft SPSU Hornets aktiv war. Er wurde zweimal für die All-Southern States Athletic Conference Selection ausgewählt und war der erste Student seines College, der es in die All-America selection schaffte. In den zwei Saisons erzielte er 35 Tore für die Hornets.
Während er auf dem College war spielte er für die U23 der Carolina RailHawks in der USL Premier Development League, wo ihm in acht Spielen zwei Tore gelangen.

### Verein
Zuerst kam er zu D.C. United, doch da er das College früh verlassen hat, um den Fußball professionell zu betreiben wechselte er im April 2009 zu der USL-Mannschaft der Portland Timbers ohne vorher einen Vertrag in der Major League Soccer unterschrieben zu haben. Sein Ligadebüt bestritt er am 25. April, wo er im Spiel gegen die Vancouver Whitecaps als Einwechselspieler ins Spiel kam. Sein erstes Ligaspieltor folgte am 24. Mai beim 2:1-Sieg über den Puerto Rico Islanders FC, wo er das Siegtor schoss. Während der Saison 2009 war seine Mannschaft 24 Spiele lang ungeschlagen. Nach 40 Spielen und zwei Toren löste sich das Franchise auf, wurde aber unter selbem Namen neugegründet und spielt seitdem in der Major League Soccer. Dort lief er 64 Mal für Portland auf, dabei gelangen ihm fünf Tore.
Am 2. Juni 2014 wechselte Danso zum Ligakonkurrenten Montreal Impact im Tausch gegen einen Pick beim MLS SuperDraft 2015. Bis zum Saisonende kam Danso dreimal für Montreal zum Einsatz. Schon am 31. Oktober gab Impact bekannt, die Option für Danso nicht zu ziehen und den Vertrag zum Saisonende, also zum 31. Dezember 2014, auslaufen zu lassen.

### Nationalmannschaft
Danso wurde im Rahmen der Qualifikation für die Fußball-Afrikameisterschaft 2012 für die Spiele am 4. September 2010 gegen Namibia und am 8. Oktober gegen Burkina Faso nominiert, kam allerdings nicht zum Einsatz.
Im Jahr 2011 kam er dann zu seinem Länderspieldebüt.

## Titel und Erfolge
- USL First Division-Commissioner's Cup: 2009
- Canadian Championship: 2014